# Musée juif d'Oslo
 (décembre 2023).
Si vous disposez d'ouvrages ou d'articles de référence ou si vous connaissez des sites web de qualité traitant du thème abordé ici, merci de compléter l'article en donnant les références utiles à sa vérifiabilité et en les liant à la section « Notes et références ».
Le Musée juif d'Oslo est un musée situé à Oslo sur l'histoire et la culture des juifs de Norvège.
Le musée a été inauguré par Haakon de Norvège le 8 septembre 2008. L'emplacement a été choisi dans un quartier où se concentrait une partie de la population juive de la ville.
Une synagogue était construite dans la même rue de 1921 à 1942 et de nombreux juifs ayant immigrés en Norvège des pays baltes s'installèrent dans les environs.
En 2014 le musée obtient le prix de Musée de l'année "Museumforbundet".